# Морская полиция: Спецотдел
«Морская полиция: Спецотдел» (англ. NCIS) — американский телесериал, посвященный деятельности федерального агентства по расследованию преступлений при Министерстве военно-морских сил США (то есть преступлений, совершённых на флоте, либо с участием американских моряков и морских пехотинцев). Федеральное агентство носит название Служба криминальных расследований (Следственное управление (СУ) ВМС (NCIS), этой же аббревиатурой назван и сериал.
Концепция и некоторые персонажи сериала впервые появились в двухсерийном эпизоде сериала CBS «Военно-юридическая служба», которые стали для нового сериала пилотными. 23 сентября 2003 года состоялась премьера NCIS, который стал спин-оффом JAG. С тех пор сериал преодолел отметку в девятнадцать сезонов, которые в свою очередь нашли успех в синдикации на USA Network. 
В 2009 году в эфир вышел спин-офф сериала, названный «Морская полиция: Лос-Анджелес». В сентябре 2014 года был выпущен в эфир ещё один спин-офф сериала — «Морская полиция: Новый Орлеан» (NCIS: New Orleans), две пилотные серии которого вышли в рамках 18 и 19 серии 11-го сезона сериала «Морская полиция: Спецотдел». 
11 мая 2015 года канал продлил сериал на тринадцатый сезон.
29 февраля 2016 года CBS продлил сериал сразу на 14 и 15 сезоны.
13 апреля 2018 года CBS объявила о продлении NCIS на 16-й сезон, премьера сезона назначена на 25 сентября 2018. Диона Ризоновер появится в основном составе, в роли судмедэксперта с 1 эпизода.
11 апреля 2019 года канал CBS продлил сериал на семнадцатый сезон. Премьера семнадцатого сезона состоялась 24 сентября 2019 года. В мае 2020 года CBS продлила сериал на восемнадцатый сезон. 
15 апреля 2021 года телеканал CBS продлил телесериал на девятнадцатый сезон. Его премьера состоялась 20 сентября 2021 года.
11 октября 2021 года было официально объявлено, что Хармон, исполняющий главного персонажа Лероя Джетро Гибсса, покидает сериал, а четвертый эпизод "Great Wide Open" станет его последним регулярным появлением.
31 марта 2022 года Морская полиция была продлена на двадцатый сезон, премьера которого запланирована на 19 сентября 2022 года.
21 февраля 2023 года телеканал CBS продлил сериал на 21 сезон. 
Премьера двадцать первого сезона телесериала состоялась 12 февраля 2024 года.

## Синопсис
Сериал NCIS освещает деятельность спецагентов вымышленной команды, относящейся к Службе криминальных расследований ВМС США, чья штаб-квартира располагается в Washington Navy Yard в Вашингтоне. (В реальной жизни местное отделение NCIS базируется на близлежащей объединенной базе вооруженных сил Анакостия-Боллинг, в то время как Вашингтон-Нейви-Ярд является местом для Национального музея ВМС и нескольких военных подразделений Департамента Военно-Морского Флота). Команда занимается расследованием преступлений, совершенных в отношении американских моряков, либо американскими моряками — к примеру, преступления, наказуемые в соответствии с Единым кодексом военной юстиции путем лишения свободы более одного года — в рамках юрисдикции ВМС. Также отдельные серии касаются расследований террористической деятельности и имеют тематику шпионских фильмов. Сериал был основан на концепции, известной из «C.S.I.: Место преступления» однако его отличает больший акцент на образы героев.

## Сюжет
NCIS является основным подразделением правоохранительных органов и контрразведки Главного управления ВМС Соединенных Штатов,включая Корпус морской пехоты Соединенных Штатов.
Действие сериала происходит чаще всего в штаб-квартире Navy Yard в Вашингтоне. Боссом элитной команды — группы реагирования на чрезвычайные ситуации («MCRT-Major Case Response Team»)  и одновременно главный героем сериала является куратор группы, старший специальный агент Лерой Джетро Гиббс. Его правая рука старший специальный агент Энтони ДиНоззо (сезон 1-13) — бывший детектив убойного отдела в Балтиморе; специальный агент Тимоти Макги, впоследствии старший (сезон 2-) — компьютерный специалист; специальный агент Кейтлин Тодд (сезон 1-2) — бывший агент Секретной службы; специальный агент Зива Давид (сезон 3-11) — бывший агент Моссада; Элеонор Бишоп (сезон 11-) — бывший аналитик АНБ; Николас Торрес (сезон 14-) — бывший секретный агент под прикрытием; Александра Kвинн (сезон 14) — бывший полевой агент и экс-инструктор Федерального центра подготовки сотрудников правоохранительных органов (FLETC); Жаклин Слоан (сезон 15-18) — старший специальный агент, судебный психолог. Они используют свои собственные, иногда неортодоксальные методы расследования. Их цель — расследовать все преступления, связанные с ВМС. Команде помогают научный и судебно-медицинский эксперт Эбби Шуто (сезон 1-15), и потом заменившая ее Кейси Хайнс (сезон 16-), главный судмедэксперт, патологоанатом и историк морпола доктор Дональд «Даки» Мэллард (сезон 1-) и его помощник, впоследствии  главный судмедэксперт, патологоанатом Джимм Палмер (сезон 1-), а также агент МИ6 Клейтон Ривз(сезон 14-15). Как агенты, так и сотрудники работают под бдительным оком директора морской полиции Дженни Шепард (сезон 3-5), которую позже на месте директора заменил бывший замдиректора Леон Вэнс (сезон 6-).
Сериал описан актерами и продюсерами (об особых характеристиках на DVD-релизах в Соединенных Штатах) как отличающийся комедийными элементами, актерской игрой, совокупностью действий и исполняемыми характерами сюжетов.

## Актёры и персонажи

### Основной состав
| Актёр              | Персонаж                 | Должность/ Профессия                                                                                  | Сезон | Сезон | Сезон | Сезон | Сезон | Сезон | Сезон | Сезон | Сезон | Сезон | Сезон | Сезон | Сезон | Сезон | Сезон | Сезон | Сезон | Сезон | Сезон | Сезон | Сезон |   |
| Актёр              | Персонаж                 | Должность/ Профессия                                                                                  | 1     | 2     | 3     | 4     | 5     | 6     | 7     | 8     | 9     | 10    | 11    | 12    | 13    | 14    | 15    | 16    | 17    | 18    | 19    | 20    | 21    |   |
| ------------------ | ------------------------ | --- | ----- | ----- | ----- | ----- | ----- | ----- | ----- | ----- | ----- | ----- | ----- | ----- | ----- | ----- | ----- | ----- | ----- | ----- | ----- | ----- | ----- | - |
| Марк Хармон        | Лерой Джетро Гиббс       | Специальный агент по надзору, глава команды (SSA)                                                     | M     | M     | M     | M     | M     | M     | M     | M     | M     | M     | M     | M     | M     | M     | M     | M     | M     | M     | A.S   |       |       |   |
| Саша Александр     | Кейтлин "Кейт" Тодд (†)  | Специальный агент (SA)                                                                                | M     | M     | G     |       |       |       |       | G     | G     |       |       | G     |       |       |       |       |       |       |       |       |       |   |
| Майкл Уэзерли      | Энтони "Тони" ДиНоззо    | Старший Специальный агент (SA), заместитель руководителя группы.                                      | M     | M     | M     | M     | M     | M     | M     | M     | M     | M     | M     | M     | M     |       |       |       |       |       |       |       |       |   |
| Поли Перретт       | Эбигейл "Эбби" Шуто      | Криминалист, судмедэксперт                                                                            | M     | M     | M     | M     | M     | M     | M     | M     | M     | M     | M     | M     | M     | M     | M     |       |       |       |       |       |       |   |
| Дэвид Маккаллум    | Дональд "Даки" Мэллард   | Главный судмедэксперт / Специалист по профилю / Историк                                               | M     | M     | M     | M     | M     | M     | M     | M     | M     | M     | M     | M     | M     | M     | M     | M     | M     | M     | G     | G     |       |   |
| Шон Мюррей         | Тимоти "Тим" МакГи       | Специальный агент (SA), с 14 сезона — Старший Специальный агент (SA)/заместитель руководителя группы. | R     | M     | M     | M     | M     | M     | M     | M     | M     | M     | M     | M     | M     | M     | M     | M     | M     | M     | M     | M     | M     |   |
| Коте де Пабло      | Зива Давид               | Офицер связи Моссад / Специальный агент (SA)                                                          |       |       | M     | M     | M     | M     | M     | M     | M     | M     | M     |       |       |       |       | G     | R     |       |       |       |       |   |
| Лорен Холли        | Дженни Шепард (†)        | Директор агентства                                                                                    |       |       | M     | M     | M     |       |       |       | G     |       |       | G     |       |       |       |       |       |       |       |       |       |   |
| Роки Кэрролл       | Леон Вэнс                | Директор агентства                                                                                    |       |       |       |       | R     | M     | M     | M     | M     | M     | M     | M     | M     | M     | M     | M     | M     | M     | M     | M     | M     |   |
| Брайан Дитцен      | Джеймс "Джимми" Палмер   | Патологоанатом, главный судебно-медицинский эксперт                                                   | R     | R     | R     | R     | R     | A.S   | A.S   | A.S   | A.S   | M     | M     | M     | M     | M     | M     | M     | M     | M     | M     | M     | M     |   |
| Эмили Уикершем     | Элеанор "Элли" Бишоп     | Экс-аналитик АНБ /Специальный агент (SA)                                                              |       |       |       |       |       |       |       |       |       |       | M     | M     | M     | M     | M     | M     | M     | M     |       |       |       |   |
| Уилмер Вальдеррама | Николас "Ник" Tоррес     | Специальный агент (SA)                                                                                |       |       |       |       |       |       |       |       |       |       |       |       |       | M     | M     | M     | M     | M     | M     | M     | M     |   |
| Дженнифер Эспозито | Александра "Алекс" Квинн | Экс-инструктор FLETC / Специальный агент (SA)                                                         |       |       |       |       |       |       |       |       |       |       |       |       |       | M     |       |       |       |       |       |       |       |   |
| Дуэйн Генри        | Клейтон Ривз(†)          | Офицер связи МИ-6 / Специальный агент (SA)                                                            |       |       |       |       |       |       |       |       |       |       |       |       | G     | M     | M     |       |       |       |       |       |       |   |
| Мария Белло        | Жаклин "Джеки" Слоан     | Специальный агент (SA), Судебный психолог                                                             |       |       |       |       |       |       |       |       |       |       |       |       |       |       | M     | M     | M     | M     |       |       |       |   |
| Диона Ризоновер    | Кейси Хайнс              | Криминалист, судмедэксперт                                                                            |       |       |       |       |       |       |       |       |       |       |       |       |       |       | R     | M     | M     | M     | M     | M     | M     | M |
| Катрина Ло         | Джессика "Джесс" Найт    | Специальный агент (SA)                                                                                |       |       |       |       |       |       |       |       |       |       |       |       |       |       |       |       |       | G     | M     | M     | M     |   |
| Гэри Коул          | Олден Паркер             | Специальный агент ФБР / Специальный агент по надзору, глава команды (SSA)                             |       |       |       |       |       |       |       |       |       |       |       |       |       |       |       |       |       |       | M     | M     | M     |   |